# Словенско-хорватские отношения
Словенско-хорватские отношения — двусторонние дипломатические отношения Словении и Хорватии. Протяжённость государственной границы между странами составляет 600 километров.

## История
В 1991 году Словения и Хорватия провозгласили независимость от Социалистической Федеративной Республики Югославия. Вслед за этим Словения оказалась втянута в краткосрочную десятидневную войну, а Хорватию впереди ждали долгие бои как на своей территории, так и в соседней Боснии и Герцеговине. Между Словенией и Хорватией сложились добрососедские отношения которые, однако, омрачает пограничный спор. В 2001 году премьер-министр Словении Янез Дрновшек и премьер-министр Хорватии Ивица Рачан подписали соглашение об урегулировании пограничного конфликта, но Хорватский сабор отказался его ратифицировать так как счел неприемлемым.
В 2004 году Словения вступила в Европейский союз (ЕС) и высказывала поддержку остальным балканским странам, желающим присоединиться к ЕС. Словенские политики высказывали мнение, что наличие пограничного спора не должно задерживать вступление Хорватии в ЕС. В 2009 году обе стороны согласились передать рассмотрение дела в Международный суд ООН. 29 июня 2017 года Международный суд ООН разрешил пограничный спор в пользу Словении: согласно решению суда Любляна получила прямой доступ к международным водам в Адриатическом море. Однако, премьер-министр Хорватии Андрей Пленкович сделал заявление, что Загреб не согласен с решением суда и будет добиваться пересмотра данного решения. В Словении проживает около 50 000 хорватов.

## Торговля
В 2016 году Словения стала самым крупным торговым партнером Хорватии по экспорту: Загреб поставил в эту страну товаров на сумму 1,69 млрд долларов США.

## Дипломатические представительства
- Словения имеет посольство в Загребe[7].
- У Хорватии имеется посольство в Любляне[8].